# Gary Hall jr.
Gary Wayne Hall jr. (Cincinnati, 26 september 1974) is een voormalig topzwemmer uit de Verenigde Staten, die deelnam aan drie Olympische Spelen (Atlanta, Sydney en Athene) en in totaal tien olympische medailles (vijf gouden, drie zilveren en twee bronzen) won. 
Hall jr. heeft diabetes, maar dat belette hem niet om topprestaties te leveren.
Zijn vader, Gary Hall sr., nam eveneens deel aan drie Olympische Spelen: Mexico-Stad, München en Montreal.
In 2013 werd Gary Hall jr. opgenomen in de International Swimming Hall of Fame.

## Persoonlijke records
Kortebaan
| Afstand         | Tijd  | Datum           | Plaats          |
| --------------- | ----- | --------------- | --------------- |
| 050m vrije slag | 21,78 | 20 oktober 2001 | New York        |
| 100m vrije slag | 50,46 | 1 december 1998 | College Station |

Langebaan
| Afstand         | Tijd  | Datum             | Plaats |
| --------------- | ----- | ----------------- | ------ |
| 050m vrije slag | 21,89 | 4 juli 2008       | Omaha  |
| 100m vrije slag | 48,73 | 20 september 2000 | Sydney |